# Sant Sadurní d’Osormort
Sant Sadurní d'Osormort – gmina w Hiszpanii, w prowincji Barcelona, w Katalonii, o powierzchni 30,86 km². W 2011 roku gmina liczyła 93 mieszkańców.